# 平子正貞
平子 正貞（ひらこ まささだ、また平子主膳。生年不詳 - 慶長19年11月29日（1614年12月29日））は、戦国時代から江戸時代初期にかけての武将。諱は信正とも伝わる。

## 略歴
美濃国出身。平子弥伝次の子。初め稲葉典通に仕え、後に浅野幸長に仕えるもうまく行かずに浪人となった。1614年の大坂冬の陣において大坂城に籠もり、足軽大将を務めた。博労淵の戦いの時、守将の薄田兼相が遊女屋に出かけた留守居役になったがその晩、徳川勢が夜襲をかけ、砦は陥落、討たれて頸をとられた。以下の逸話が残っている。

### 七代の討ち死に
博労淵の戦いに横川次大夫が取った頸を、箕浦右近が使いとして徳川家康本陣の茶臼山へ持参し、それが一番頸であることを、本多正純を以て言上した。しかし頸の名字は知れず、名もなき頸であるとしてそのまま白砂に置かれた。そのような所に浅野長晟の使者である菅田士郎右衛門という者が茶臼山へ参ったが、その頸を見て、彼の名を知っていたため、知人としてこのように置かれるべきではないと思い、頸を取り上げて石の上に置き、感じ入った様子であった。これを見た箕浦は、彼に近づいて聞いた。
「貴殿はどちらの御家中であるか、あの頸を御存知なのか」菅田答え「しかじかの者である。この頸は、仔細有って見知っている。これは平子主膳という者の頸である。この者の父まで、五代討死を致した。そして今日この者の頸を見るにおよび、六代の討ち死ににして、誠に侍の冥加にあい叶いたる者と存じ、石の上に上げたのだ」
箕浦これを聞くと再び尋ねた。「確かに御見知り候や」「確かならぬ事を、初めてお目にかかった貴殿に申すような事は致さぬ」こう言われ、その場で菅田と知人に成り、紀伊国の事などを尋ね、その後箕浦は本多上野介に「先程の横川次大夫が討ち取った頸の事、平子主膳なる者の頸であることがあい解りました。何かのついでにも仰せ上げられますよう」と申し上げた。上野介からは重ねての披露は難しいと言われたが、それでもと達って申した所、聞いた家康は大いに感じ入り「平子主膳の頸であると？さては六代まで討死を遂げたか。冥加の侍と云うべし」と仰せに成った。上野介が「平子主膳は御存知の者でしたか」と尋ねると、「彼は隠れもなき者である」との上意あり、そしてその頸をとった横川次大夫へは、感状が下された。これは合わせて、箕浦の使いの致しよう巧者なるが故と、その頃評判と成った。また彼の息子も大坂の陣で死んでいるため、実に七代の討ち死にをしたことになる。